# Ogle Design

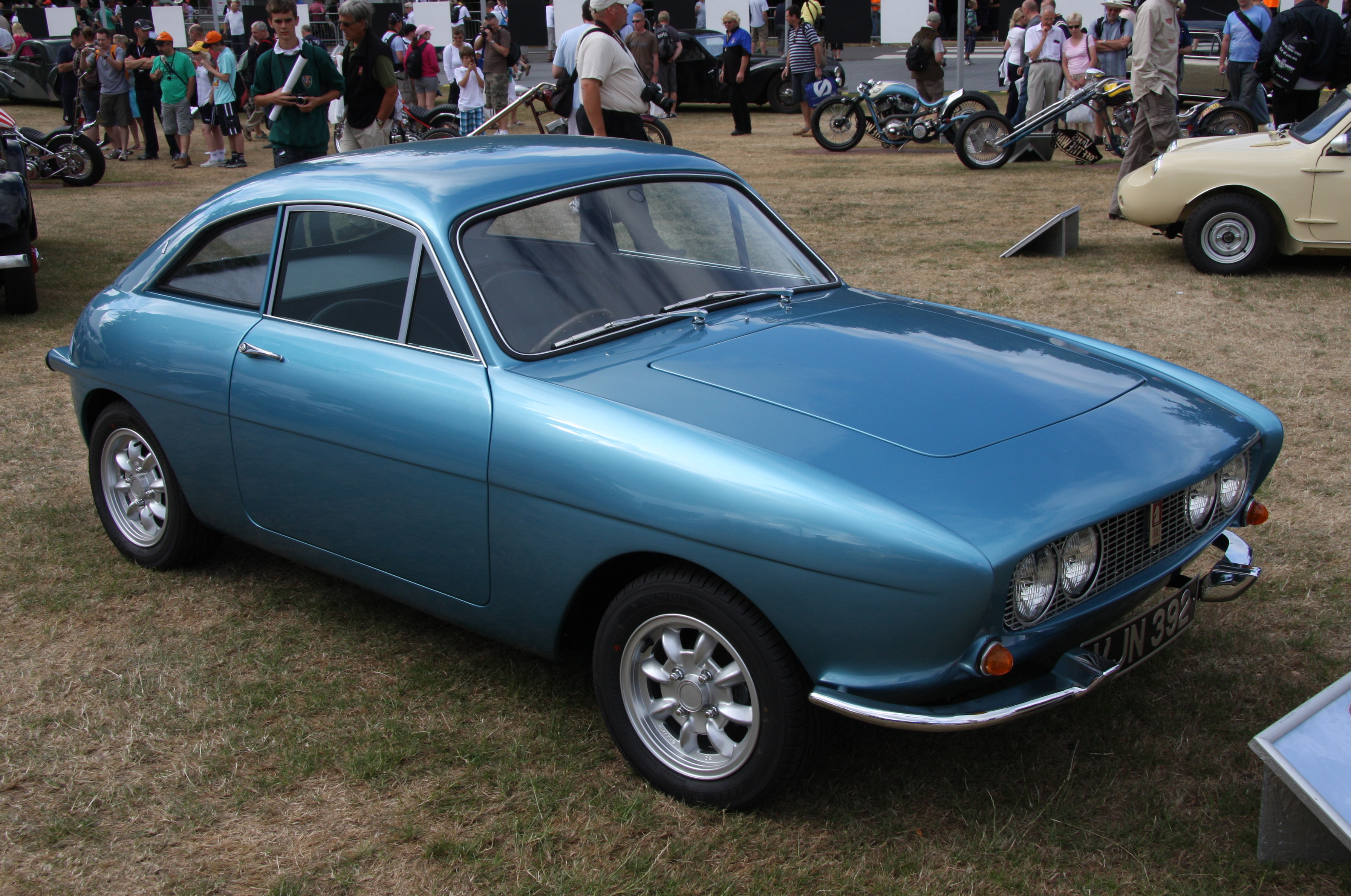
Ogle SX 1000 (1962)

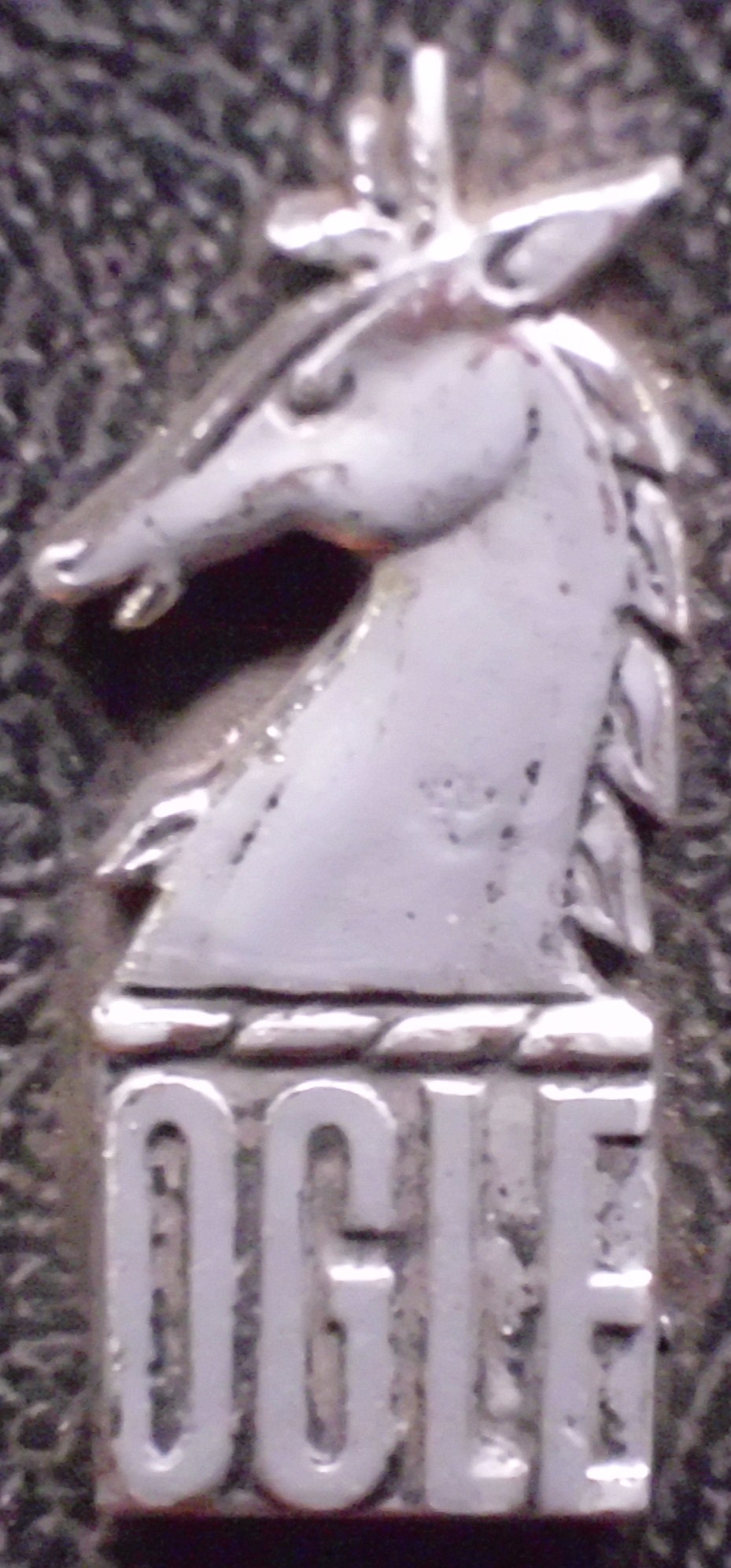
Emblem

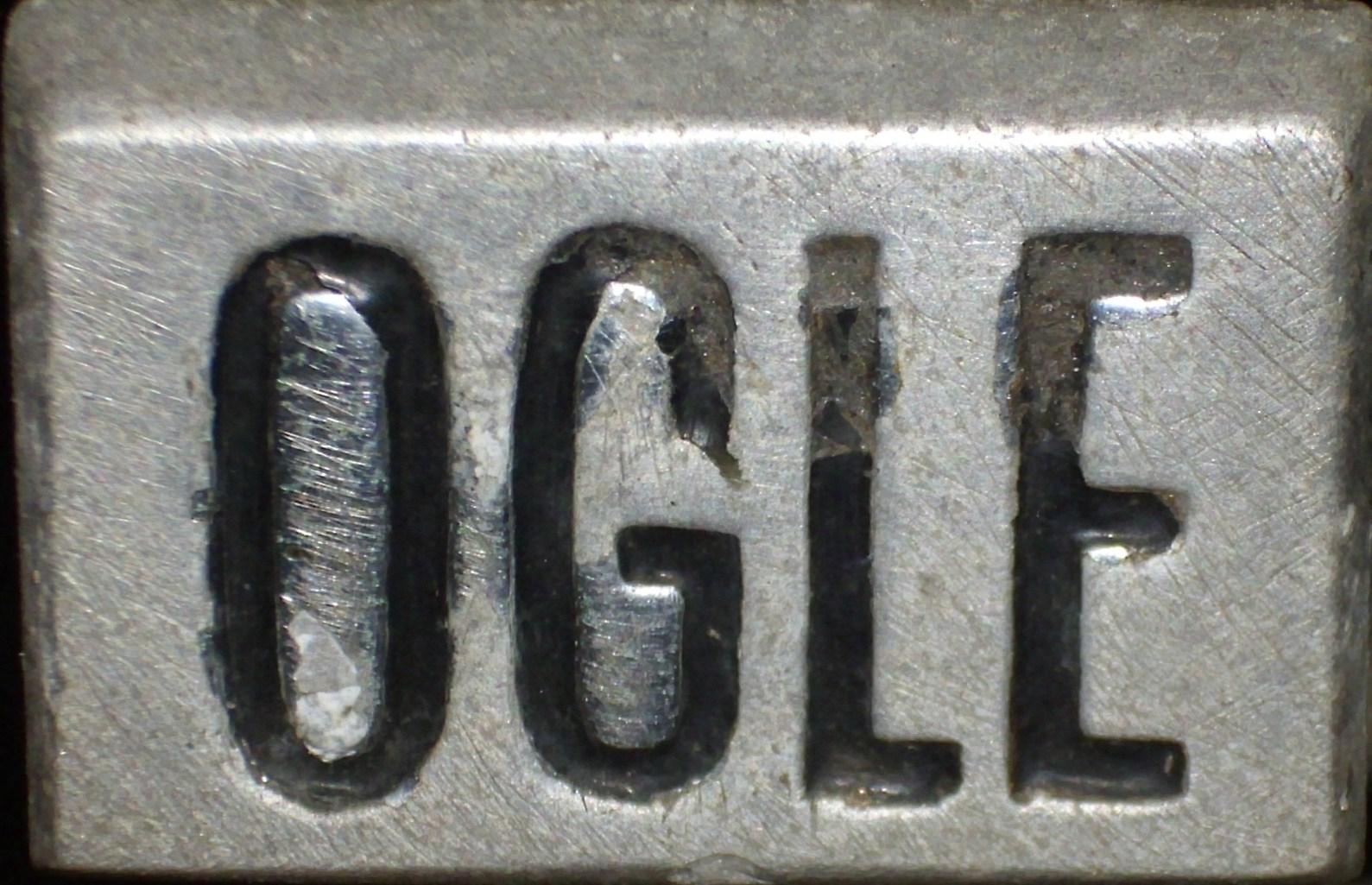
Schriftzug

Ogle Design ist ein britisches Designstudio, das in Letchworth Garden City, Hertfordshire ansässig ist.

## Geschichte
Das Unternehmen wurde als D. Ogle Ltd. 1954 von David Ogle gegründet und befasste sich mit Industriedesign. 1959 begann man mit dem Entwurf und dem Kleinserienbau von Automobilen. Der erste Ogle-Wagen, der Ogle 1.5,  wurde 1961 vorgestellt und basierte auf dem Riley 1.5. Weitere Fahrzeuge, alles sportliche Coupés, entstanden auf Basis des Mini. 1962 verunglückte der Firmengründer tödlich in einem Ogle SX 1000.
War die Kleinserienproduktion bis 1962 schon nicht sehr umfangreich, so wurde sie nach Ogles Tod ganz eingestellt. Insgesamt waren nur 76 Ogle gebaut worden. Dennoch entstanden weiter Prototypen, unter anderem das Coupé Ogle SX 250 auf Basis des Daimler SP250 und eine Limousine, die auf dem Ford Cortina beruhte. Aus dem Ogle SX 250 wurde später das Serienmodell Reliant Scimitar. 1971 entwarf Ogles Chefdesigner Tom Karen im Auftrag eines Zigarettenherstellers den Ogle Sotheby Special auf dem Fahrgestell des Aston Martin DBS V8, zwei Jahre später entstand ein zweites Exemplar, das auf dem Aston Martin V8 I basierte. Karen entwarf für Ogle noch eine Reihe weiterer Fahrzeuge, darunter den ab 1966 in der Türkei bei Otosan hergestellten Anadol A1.
1974 wurde das Unternehmen in die beiden separate Bereiche Industriedesign und Automobildesign aufgeteilt. 1999 wurde die Ogle-Noor-Division gegründet. Der Ogle SX 1000 ist heute wieder erhältlich und wird von Nostalgia Cars gebaut.

## Modelle
| Modell  | Basis              | Bauzeitraum | Zylinder | Hubraum  | Leistung         | bei Drehzahl | Radstand |
| ------- | ------------------ | ----------- | -------- | -------- | ---------------- | ------------ | -------- |
| 1.5     | Riley 1.5          | 1961        | 4 Reihe  | 1489 cm³ | 60 bhp (44 kW)   | 4800 min−1   | 2184 mm  |
| 1.5     | Riley 1.5          | 1961        | 4 Reihe  | 1622 cm³ | 90 bhp (66 kW)   |              | 2184 mm  |
| Mini GT | Mini               | 1962        | 4 Reihe  | 848 cm³  | 37 bhp (27 kW)   |              | 2032 mm  |
| SX 1000 | Mini               | 1962        | 4 Reihe  | 997 cm³  | 56 bhp (41 kW)   | 6000 min−1   | 2032 mm  |
| SX 1000 | Mini               | 1963        | 4 Reihe  | 1122 cm³ |                  |              | 2032 mm  |
| SX 250  | Daimler SP 250     | 1963        | 8 V      | 2548 cm³ | 140 bhp (103 kW) | 5800 min−1   | 2337 mm  |
| Cortina | Ford Cortina Mk. I | 1963–1964   | 4 Reihe  | 1498 cm³ | 78 bhp (57 kW)   | 5200 min−1   | 2489 mm  |